# Radôstka
Radôstka é um município da Eslováquia, situado no distrito de Čadca, na região de Žilina. Tem 13,17 km² de área e sua população em 2018 foi estimada em 820 habitantes.

## Demografia
| Ano:        | 1994 | 2004   | 2014   | 2024   |
| ----------- | ---- | ------ | ------ | ------ |
| Broj ljudi: | 852  | 886    | 829    | 770    |
| Razlika:    |      | +3,99% | -6,43% | -7,11% |

| Ano:               | 2023 | 2024   |
| ------------------ | ---- | ------ |
| Número de pessoas: | 779  | 770    |
| Diferença:         |      | -1,15% |